# Provinciewet (België)
De Provinciewet van 30 april 1836 is de Belgische wet die de organisatie en werking van de provincies regelt/regelde. Ze is grotendeels vervangen door gewestdecreten maar is nog gedeeltelijk van kracht.

## Context
Artikel 1 van de Belgische Grondwet van 1831 deelde België in in negen provincies: Antwerpen, Brabant, Henegouwen, Limburg, Luik, Luxemburg, Namen, Oost-Vlaanderen en West-Vlaanderen.
Artikel 108 (huidig artikel 162) voorzag dat de wet de gemeentelijke en provinciale instellingen zou regelen. Dit werd gedaan met enerzijds de Gemeentewet van 30 maart 1836 en anderzijds deze Provinciewet van 30 april 1836, gemaakt onder de regering-De Theux de Meylandt I. Er moest hierbij een evenwicht gevonden worden tussen de autonomie voor beide niveaus en de belangen van de centralistische staat.
De Nederlandse tekst werd pas vastgesteld bij wet van 27 mei 1975.
Sinds de federalisering en regionalisering is de provinciewet voor het grootste deel niet meer van toepassing:
- Het Brussels Hoofdstedelijk Gewest heeft sinds de splitsing van de provincie Brabant per 1 januari 1995 geen provinciaal niveau meer.
- De bevoegdheid over het provinciale niveau werd per 1 januari 2002 overgedragen aan de gewesten:
  - Wat betreft de vijf Vlaamse provincies (Vlaams Gewest) is de provinciewet grotendeels opgeheven en vervangen met het Provinciedecreet van 9 december 2005
  - Wat betreft de vijf Waalse provincies (Waals Gewest) is de provinciewet grotendeels opgeheven en vervangen per decreet van 12 februari 2004

De wet blijft nog van kracht voor zover ze federale bevoegdheden regelt, bijvoorbeeld wat betreft de politie.

## Inhoud

### Titels
De wet heeft volgende titels gehad, inclusief de opgeheven of later ingevoegde titels. Binnen nog bestaande titels zijn vele artikels echter opgeheven door gewestdecreten.
- Titel I - Het provinciebestuur
- Titel II - (De kiezers en de kiezerslijsten) <opgeheven bij Kieswetboek van 18 mei 1872>
- Titel III - (De kiescolleges) <opgeheven bij Kieswetboek van 18 mei 1872>
- Titel IV - (De verkiesbaarheidsvoorwaarden) <opgeheven bij Kieswetboek van 18 mei 1872>
- Titel V - (De onverenigbaarheden) <opgeheven bij Kieswetboek van 18 mei 1872>
- Titel VI - De provincieraad
- Titel VII - De bestendige deputatie van de provincieraad
- Titel VII bis - (Provincie-ontvanger) <ingevoegd bij wet van 25 juni 1997>
- Titel VII ter - (De provinciebedrijven en de autonome provinciebedrijven) <ingevoegd bij wet van 25 juni 1997>
- Titel VII quater - (Reglementen en verordeningen van de provincieraad of van de bestendige deputatie) <ingevoegd bij wet van 25 juni 1997>
- Titel VIII - De provinciegriffier
- Titel IX - De gouverneur
- Titel X - De arrondissementscommissarissen (en de verbindingsambtenaren) <bijgevoegd bij wet van 7 december 1998>
- Titel X bis - (De provinciale volksraadpleging) <ingevoegd bij wet van 25 juni 1997>
- Titel XI - (Bijzondere en overgangsbepalingen in verband met Brabant) <ingevoegd bij wet van 16 juli 1993>
- Titel XII - (De burgerlijke aansprakelijkheidsverzekering van de provincies) <ingevoegd bij wet van 4 mei 1999>
- Titel XIII - (Publiek-private samenwerking in het Vlaamse Gewest) <ingevoegd bij Vlaams decreet van 18 juli 2003>

### Instellingen
De wet legde drie provinciale organen vast:
- De provincieraad, rechtstreeks verkozen door de inwoners
- De bestendige deputatie, zes leden gekozen uit de provincieraad en fungerend als dagelijks bestuur
- De gouverneur als regeringscommissaris, benoemd door de Koning en fungerend als voorzitter van de bestendige deputatie

### Werking
De provinciebesturen werden erg beperkt in hun macht en autonomie. De provincieraad kwam jaarlijks van rechtswege in juli bijeen en mocht dan in principe slechts gedurende 15 dagen vergaderen. De Koning kon wel een buitengewone zitting bijeenroepen. Provincieraadsbeslissingen moesten doorgaans goedgekeurd worden door de Koning.
Pas bij wet van 6 januari 1984 kreeg de provincie meer vrijheid: de provincieraad mocht zo vaak vergaderen als nodig en de koninklijke goedkeuring viel zo goed als volledig weg.

### Verkiezingen
Delen II t.e.m. V regelden de provincieraadsverkiezingen. Het kiessysteem werd analoog aan dat voor de wetgevende kamers georganiseerd. De termijn van de provincieraadsleden was vier jaar, waarbij elke twee jaar de helft verkozen werd (partiële verkiezingen). De (reguliere) verkiezingen vonden plaats op de vierde maandag van mei. De provincieraadsleden werden bij meerderheidsstelsel verkozen per kieskanton en ze werden wanneer nodig (na bv. overlijden of ontslag) vervangen in buitengewone verkiezingen.
Deze delen werden eerst opgeheven en vervangen door het Kieswetboek van 18 mei 1872, dat een samenvoeging was van de Kieswet van 3 maart 1831 en de electorale delen van deze Provinciewet en de Gemeentewet. Wat betreft de provincies werd dit Kieswetboek dan weer vervangen door de wet van 22 april 1898 op de provincieverkiezingen en later de wet van 19 oktober 1921 tot regeling van de provincieraadsverkiezingen.